# Gruppo di NGC 5643
Il Gruppo di NGC 5643 è un piccolo gruppo di galassie situato nella costellazione del Lupo.
La galassia più luminosa del gruppo è NGC 5643. Il gruppo di NGC 5643 è un componente, seppur poco significativo, del Superammasso della Vergine.

## Galassie componenti il gruppo di NGC 5643[1]
| Nome                    | Tipo     | R.A.        | DEC        | Distanza (M. di a.l.) | Redshift (z) | Nomi alternativi                       | Immagine |
| ----------------------- | -------- | ----------- | ---------- | --------------------- | ------------ | -------------------------------------- | -------- |
| NGC 5643                | SAB(rs)c | 14h32m40.7s | -44°10'28" | 62                    | 0,003999     | ESO 272-16, MCG-07-30-003, PGC 51969   |          |
| NGC 5530                | SA(rs)bc | 14h18m27.1s | -43°23'19" | 63                    | 0,003979     | ESO 272-3, MCG-07-29-013, PGC 51196    |          |
| 2MASX J14325291-4419177 |          | 14h32m52.9s | -44°19'18" | 57                    | 0,003595     | LEDA 538542                            |          |
| ESO 326-29              | Sb       | 11h49m50.3s | -38°47'04" | 136                   | 0,009188     | AM 1147-383, MCG -06-26-010, PGC 36964 |          |
| HIPASS J1425-39         |          | 14h25m39.4s | -39°15'33" | 62                    | 0,003915     |                                        |          |
| ESO 223-6               | IB(s)m   | 14h58m30.4s | -47°41'56" | 54                    | 0,003506     | AM 1455-473, PGC 53500                 |          |